# Fosfoglicerat dehidrogenaza
Fosfoglicerat dehidrogenaza (EC 1.1.1.95, -3-fosfoglicerat:+ oksidoreduktaza, alfa-fosfogliceratna dehidrogenaza, 3-fosfogliceratna dehidrogenaza, 3-fosfoglicerna kiselina dehidrogenaza, D-3-fosfogliceratna dehidrogenaza, glicerat 3-fosfat dehidrogenaza, glicerat-1,3-fosfatna dehidrogenaza, fosfogliceratna oksidoreduktaza, fosfoglicerna kiselina dehidrogenaza, SerA, 3-fosfoglicerat:+ 2-oksidoreduktaza, SerA 3PG dehidrogenaza, 3PHP reduktaza, alfaKG reduktaza, D-HGA, L-HGA) je enzim sa sistematskim imenom 3-fosfo--glicerat:+ 2-oksidoreduktaza. Ovaj enzim katalizuje sledeću hemijsku reakciju
(1) 3-fosfo--glicerat + NAD+ {\displaystyle \rightleftharpoons } 3-fosfonooksipiruvat + NADH + +
(2) 2-hidroksiglutarat + + {\displaystyle \rightleftharpoons } 2-oksoglutarat + NADH + +
Ovaj enzim katalizuje prvi korak fosfoserinskog puta u serinskoj biosintezi kod Escherichia coli. Reakcija se odvija predominantno u reverznom smeru. Inhibiraju je serin i glicin. Fosfogliceratna dehidrogenaza je neobična po tome što takođe deluje kao D- i L-2-hidroksiglutaratna dehidrogenaza (pri čemu je D-forma bolji supstrat), i kao 2-oksoglutaratna reduktaza. Pretpostavlja se da ćelijska koncentracija 2-oksoglutarata može da reguliše serinsku biosintezu i jednougljenični metabolizam direktno putem modulacije aktivnosti ovog enzima.

## Literatura
- Nicholas C. Price; Lewis Stevens (1999). Fundamentals of Enzymology: The Cell and Molecular Biology of Catalytic Proteins (Third изд.). USA: Oxford University Press. ISBN 019850229X.
- Eric J. Toone (2006). Advances in Enzymology and Related Areas of Molecular Biology, Protein Evolution (Volume 75 изд.). Wiley-Interscience. ISBN 0471205036.
- Branden C; Tooze J. Introduction to Protein Structure. New York, NY: Garland Publishing. ISBN 0-8153-2305-0.
- Irwin H. Segel. Enzyme Kinetics: Behavior and Analysis of Rapid Equilibrium and Steady-State Enzyme Systems (Book 44 изд.). Wiley Classics Library. ISBN 0471303097.
- William P. Jencks (1987). Catalysis in Chemistry and Enzymology. Dover Publications. ISBN 0486654605.

## Spoljašnje veze
- Phosphoglycerate+dehydrogenase на 